# Берчою
Берчою (рум. Bercioiu) — село у повіті Вилча в Румунії. Входить до складу комуни Будешть.
Село розташоване на відстані 154 км на північний захід від Бухареста, 12 км на південь від Римніку-Вилчі, 85 км на північний схід від Крайови, 124 км на південний захід від Брашова.

## Населення
За даними перепису населення 2002 року у селі проживали 356 осіб, усі — румуни. Усі жителі села рідною мовою назвали румунську.